# روكي (أوكلاهوما)
روكي (بالإنجليزية: Rocky town, Oklahoma)‏ هي بلدة تقع بولاية أوكلاهوما في الولايات المتحدة. تبلغ مساحتها 0.59 كم2، وترتفع عن سطح البحر 503 م، بلغ عدد سكانها 162 نسمة في عام 2010 حسب إحصاء مكتب تعداد الولايات المتحدة وتصل الكثافة السكانية فيها 274.6 نسمة لكل كيلومتر مربع (711.2/ميل2).

## التركيبة السكانية
حدّد مكتب تعداد الولايات المتحدة بيانات التركيبة السكانية لروكي في تعداد الولايات المتحدة. في ما يلي، التركيبة السكانية حسب تعدادي 2000 و2010.

### تعداد عام 2000
بلغ عدد سكان روكي 174 نسمة بحسب تعداد عام 2000، وبلغ عدد الأسر 77 أسرة وعدد العائلات 51 عائلة مقيمة في البلدة. في حين سجلت الكثافة السكانية 294.9 نسمة لكل كيلومتر مربع (763.8/ميل2). وبلغ عدد الوحدات السكنية 85 وحدة بمتوسط كثافة قدره 144.1 لكل كيلومتر مربع (373.2/ميل2).
وتوزع التركيب العرقي للبلدة بنسبة 91.95% من البيض و4.02% من الأمريكيين الأصليين و2.87% من الأعراق الأخرى و1.15% من عرقين مختلطين أو أكثر و3.45% من الهسبانيون أو اللاتينيون من أي عرق.
بلغ عدد الأسر 77 أسرة كانت نسبة 27.3% منها لديها أطفال تحت سن الثامنة عشر تعيش معهم، وبلغت نسبة الأزواج القاطنين مع بعضهم البعض 57.1% من أصل المجموع الكلي للأسر، ونسبة 6.5% من الأسر كان لديها معيلات من الإناث دون وجود شريك، بينما كانت نسبة 2.6% من الأسر لديها معيلون من الذكور دون وجود شريكة وكانت نسبة 33.8% من غير العائلات. تألفت نسبة 31.2% من أصل جميع الأسر من عدة أفراد يعيشون في نفس المنزل ونسبة 15.6% كانت تتألف من شخص يعيش بمفرده يبلغ من العمر 65 عاماً أو أكثر. وبلغ متوسط حجم الأسرة المعيشية 2.26، أما متوسط حجم العائلات فبلغ 2.84.
بلغ العمر الوسطي للسكان 45.2 عاماً. وكانت نسبة 20.1% من القاطنين تحت سن الثامنة عشر، وكانت نسبة 8% بين الثامنة عشر والرابعة والعشرين عاماً، ونسبة 21.3% كانت واقعةً في الفئة العمرية ما بين الخامسة والعشرين والرابعة والأربعين عاماً، ونسبة 26.4% كانت ما بين الخامسة والأربعين والرابعة والستين، ونسبة 24.1% كانت ضمن فئة الخامسة والستين عاماً فما فوق. يوجد لكل 100 أنثى 85.1 ذكر، ويوجد لكل 100 أنثى في الثامنة عشر من عمرها فما فوق 85.3 ذكر.
بلغ متوسط دخل الأسرة في البلدة 30,972 دولارًا، أما متوسط دخل العائلة فبلغ 42,500 دولارًا. وكان متوسط دخل الذكور 21,786 دولارًا مقابل 20,500 دولارًا للإناث. وسجل دخل الفرد الخاص بالبلدة 14,193 دولارًا. وكانت نسبة 10.4% من العائلات ونسبة 15.8% من السكان تحت خط الفقر، وكان من هؤلاء نسبة 14.9% تحت سن الثامنة عشر ونسبة 24.3% في الخامسة والستين من العمر وما فوق.

### تعداد عام 2010
بلغ عدد سكان روكي 162 نسمة بحسب تعداد عام 2010، وبلغ عدد الأسر 76 أسرة وعدد العائلات 53 عائلة مقيمة في البلدة. في حين سجلت الكثافة السكانية 274.6 نسمة لكل كيلومتر مربع (711.2/ميل2). وبلغ عدد الوحدات السكنية 93 وحدة بمتوسط كثافة قدره 157.6 لكل كيلومتر مربع (408.2/ميل2).
وتوزع التركيب العرقي للبلدة بنسبة 98.77% من البيض و1.23% من الأمريكيين ذوي الأصول الآسيوية و1.23% من الهسبانيون أو اللاتينيون من أي عرق.
بلغ عدد الأسر 76 أسرة كانت نسبة 18.4% منها لديها أطفال تحت سن الثامنة عشر تعيش معهم، وبلغت نسبة الأزواج القاطنين مع بعضهم البعض 56.6% من أصل المجموع الكلي للأسر، ونسبة 6.6% من الأسر كان لديها معيلات من الإناث دون وجود شريك، بينما كانت نسبة 6.6% من الأسر لديها معيلون من الذكور دون وجود شريكة وكانت نسبة 30.3% من غير العائلات. تألفت نسبة 27.6% من أصل جميع الأسر من عدة أفراد يعيشون في نفس المنزل ونسبة 13.2% كانت تتألف من شخص يعيش بمفرده يبلغ من العمر 65 عاماً أو أكثر. وبلغ متوسط حجم الأسرة المعيشية 2.13، أما متوسط حجم العائلات فبلغ 2.55.
بلغ العمر الوسطي للسكان 51.0 عاماً. وكانت نسبة 17.3% من القاطنين تحت سن الثامنة عشر، وكانت نسبة 5.6% بين الثامنة عشر والرابعة والعشرين عاماً، ونسبة 19.1% كانت واقعةً في الفئة العمرية ما بين الخامسة والعشرين والرابعة والأربعين عاماً، ونسبة 29% كانت ما بين الخامسة والأربعين والرابعة والستين، ونسبة 29% كانت ضمن فئة الخامسة والستين عاماً فما فوق. وتوزع التركيب الجنسي للسكان بنسبة 48.8% ذكور و51.2% إناث.